# 宣杭線
宣杭線（せんこうせん、簡体字: 宣杭铁路）は、安徽省宣城より浙江省長興県を経て杭州に至る中国国鉄の鉄道路線である。全線電化、CRH、200km/h運転が可能。